# فرودگاه زابل
فرودگاه شهدای زابل فرودگاهی داخلی است که در شهر زابل در استان سیستان و بلوچستان کشور ایران قرار دارد.
در سال ۲۰۱۶ میلادی ۷۵۸ نشست و برخاست هواپیما در این فرودگاه انجام شد و ۳۵٬۸۸۳ نفر مسافر و ۳۲۰٬۷۱۳ کیلوگرم بار از طریق آن جابجا شدند.

## شرکت‌های هواپیمایی و مقصدهای پروازی
| شرکت‌های هواپیمایی | مقصدهای پروازی |
| ----------------- | -------------- |
| هواپیمایی ماهان   | تهران، مشهد    |